# Dirka po Italiji 1980
Dirka po Italiji 1980 (italijansko Giro d'Italia 1980) je 63. izvedba dirke po Italiji, tritedenske moške cestne kolesarske etapne dirke. Začela se je 15. maja v Genovi in končala 7. junija v Milanu. Sodelovalo je 130 kolesarjev iz 13-ih ekip. Rožnato majico je prvič osvojil Bernard Hinault (Renault–Gitane), drugo mesto Wladimiro Panizza (Gis Gelati), tretje pa Giovanni Battaglin (Inoxpran). Vijolično majico je osvojil Giuseppe Saronni (Gis Gelati), zeleno majico Claudio Bortolotto (Mobilifico San Giacomo–Benotto), belo majico pa Tommy Prim (Bianchi–Piaggio).

## Ekipe
- Bianchi–Piaggio
- Cilo–Aufina
- Famcucine–Campagnolo
- Gis Gelati
- Hoonved–Bottecchia
- Inoxpran
- Kondor-Campagnolo
- Magniflex–Olmo
- Mobilifico San Giacomo–Benotto
- Renault–Gitane
- Sanson–Campagnolo
- Studio Casa–Fin–Italcasa–Colnago
- Zor–Vereco

## Etape
| Etapa | Datum   | Štart/Cilj                          | Razdalja    | Tip         | Tip                  | Zmagovalec                     |             |
| ----- | ------- | ----------------------------------- | ----------- | ----------- | -------------------- | ------------------------------ | ----------- |
| P     | 15. maj | Genova                              | 7 km        |             | posamični kronometer | Francesco Moser                |             |
| 1     | 16. maj | Genova – Imperia                    | 123 km      |             | ravninska etapa      | Giuseppe Saronni (ITA)         |             |
| 2     | 17. maj | Imperia – Torino                    | 179 km      |             | gorska etapa         | Giuseppe Saronni (ITA)         |             |
| 3     | 18. maj | Torino – Parma                      | 243 km      |             | ravninska etapa      | Giuseppe Saronni (ITA)         |             |
| 4     | 19. maj | Parma – Marina di Pisa              | 193 km      |             | gorska etapa         | Dante Morandi (ITA)            |             |
| 5     | 20. maj | Pontedera – Pisa                    | 36 km       |             | posamični kronometer | Jørgen Marcussen (DEN)         |             |
|       | 21. maj | dan počitka                         | dan počitka | dan počitka | dan počitka          | dan počitka                    | dan počitka |
| 6     | 22. maj | Rio Marina – Portoferraio           | 126 km      |             | ravninska etapa      | Carmelo Barone (ITA)           |             |
| 7     | 23. maj | Castiglione della Pescaia – Orvieto | 200 km      |             | gorska etapa         | Silvano Contini (ITA)          |             |
| 8     | 24. maj | Orvieto – Fiuggi                    | 216 km      |             | gorska etapa         | Juan Fernández Martín (ESP)    |             |
| 9     | 25. maj | Fiuggi – Sorrento                   | 247 km      |             | ravninska etapa      | Giovanni Mantovani (ITA)       |             |
| 10    | 26. maj | Sorrento – Palinuro                 | 177 km      |             | ravninska etapa      | Giovanni Mantovani (ITA)       |             |
| 11    | 27. maj | Palinuro – Campotenese              | 145 km      |             | gorska etapa         | Gianbattista Baronchelli (ITA) |             |
| 12    | 28. maj | Villapiana Lido – Campi Salentina   | 203 km      |             | ravninska etapa      | Yvon Bertin (FRA)              |             |
| 13    | 29. maj | Campi Salentina – Barletta          | 220 km      |             | ravninska etapa      | Giuseppe Saronni (ITA)         |             |
| 14    | 30. maj | Foggia – Roccaraso                  | 186 km      |             | gorska etapa         | Bernard Hinault (FRA)          |             |
| 15    | 31. maj | Roccaraso – Teramo                  | 194 km      |             | gorska etapa         | Tommy Prim (SWE)               |             |
| 16    | 1 June  | Giulianova – Gatteo a Mare          | 229 km      |             | ravninska etapa      | Giuseppe Martinelli (ITA)      |             |
| 17    | 2 June  | Gatteo a Mare – Sirmione            | 237 km      |             | ravninska etapa      | Giuseppe Saronni (ITA)         |             |
| 18    | 3 June  | Sirmione – Zoldo Alto               | 239 km      |             | gorska etapa         | Giovanni Battaglin (ITA)       |             |
| 19    | 4 June  | Longarone – Cles                    | 241 km      |             | gorska etapa         | Giuseppe Saronni (ITA)         |             |
| 20    | 5 June  | Cles – Sondrio                      | 221 km      |             | gorska etapa         | Jean-René Bernaudeau (FRA)     |             |
| 21    | 6 June  | Saronno – Turbigo                   | 50 km       |             | posamični kronometer | Giuseppe Saronni (ITA)         |             |
| 22    | 7 June  | Milano – Milano                     | 114 km      |             | ravninska etapa      | Pierino Gavazzi (ITA)          |             |
|       | Skupaj  | Skupaj                              | 4025 km     | 4025 km     | 4025 km              | 4025 km                        | 4025 km     |

## Razvrstitev po klasifikacijah
| Etapa  | Zmagovalec               | Rožnata majica ·  | Vijolična majica · | Zelena majica ·    | Bela majica ·    | Ekipno             |
| ------ | ------------------------ | ----------------- | ------------------ | ------------------ | ---------------- | ------------------ |
| P      | Francesco Moser          | Francesco Moser   | Francesco Moser    | brez               | ?                | brez               |
| 1      | Giuseppe Saronni         | Francesco Moser   | Francesco Moser    | brez               | ?                | Hoonved–Bottecchia |
| 2      | Giuseppe Saronni         | Francesco Moser   | Giuseppe Saronni   | Claudio Bortolotto | ?                | Hoonved–Bottecchia |
| 3      | Giuseppe Saronni         | Francesco Moser   | Giuseppe Saronni   | Claudio Bortolotto | ?                | Hoonved–Bottecchia |
| 4      | Dante Morandi            | Francesco Moser   | Giuseppe Saronni   | Claudio Bortolotto | ?                | Hoonved–Bottecchia |
| 5      | Jørgen Marcussen         | Bernard Hinault   | Giuseppe Saronni   | Claudio Bortolotto | ?                | Bianchi–Piaggio    |
| 6      | Carmelo Barone           | Bernard Hinault   | Giuseppe Saronni   | Claudio Bortolotto | ?                | Bianchi–Piaggio    |
| 7      | Silvano Contini          | Roberto Visentini | Giuseppe Saronni   | Claudio Bortolotto | Faustino Rupérez | ?                  |
| 8      | Juan Fernández Martín    | Roberto Visentini | Giuseppe Saronni   | Claudio Bortolotto | Faustino Rupérez | ?                  |
| 9      | Giovanni Mantovani       | Roberto Visentini | Giuseppe Saronni   | Claudio Bortolotto | Faustino Rupérez | ?                  |
| 10     | Giovanni Mantovani       | Roberto Visentini | Giovanni Mantovani | Claudio Bortolotto | Faustino Rupérez | Bianchi–Piaggio    |
| 11     | Gianbattista Baronchelli | Roberto Visentini | Giovanni Mantovani | Claudio Bortolotto | Faustino Rupérez | Bianchi–Piaggio    |
| 12     | Yvon Bertin              | Roberto Visentini | Giovanni Mantovani | Claudio Bortolotto | Faustino Rupérez | Bianchi–Piaggio    |
| 13     | Giuseppe Saronni         | Roberto Visentini | Giovanni Mantovani | Claudio Bortolotto | Faustino Rupérez | Bianchi–Piaggio    |
| 14     | Bernard Hinault          | Wladimiro Panizza | Giuseppe Saronni   | Claudio Bortolotto | Faustino Rupérez | Bianchi–Piaggio    |
| 15     | Tommy Prim               | Wladimiro Panizza | Giuseppe Saronni   | Claudio Bortolotto | Faustino Rupérez | Bianchi–Piaggio    |
| 16     | Giuseppe Martinelli      | Wladimiro Panizza | Giuseppe Saronni   | Claudio Bortolotto | Faustino Rupérez | Bianchi–Piaggio    |
| 17     | Giuseppe Saronni         | Wladimiro Panizza | Giuseppe Saronni   | Claudio Bortolotto | Faustino Rupérez | Bianchi–Piaggio    |
| 18     | Giovanni Battaglin       | Wladimiro Panizza | Giuseppe Saronni   | Claudio Bortolotto | Tommy Prim       | Gis Gelati         |
| 19     | Giuseppe Saronni         | Wladimiro Panizza | Giuseppe Saronni   | Claudio Bortolotto | Tommy Prim       | Gis Gelati         |
| 20     | Jean-René Bernaudeau     | Bernard Hinault   | Giuseppe Saronni   | Claudio Bortolotto | Tommy Prim       | Bianchi–Piaggio    |
| 21     | Giuseppe Saronni         | Bernard Hinault   | Giuseppe Saronni   | Claudio Bortolotto | Tommy Prim       | Bianchi–Piaggio    |
| 22     | Pierino Gavazzi          | Bernard Hinault   | Giuseppe Saronni   | Claudio Bortolotto | Tommy Prim       | Bianchi–Piaggio    |
| Skupaj | Skupaj                   | Bernard Hinault   | Giuseppe Saronni   | Claudio Bortolotto | Tommy Prim       | Bianchi–Piaggio    |

## Končna razvrstitev
| Legenda | Legenda                                    | Legenda | Legenda                                   |
| ------- | ------------------------------------------ | ------- | ----------------------------------------- |
|         | Predstavlja vodilnega v skupnem seštevku   |         | Predstavlja vodilnega po točkah           |
|         | Predstavlja vodilnega v gorski razvrstitvi |         | Predstavlja najboljšega mladega kolesarja |

### Rožnata majica
| Poz. | Kolesar                        | Ekipa                          | Čas          |
| ---- | ------------------------------ | ------------------------------ | ------------ |
| 1    | Bernard Hinault (FRA)          | Renault–Gitane                 | 112h 08' 20" |
| 2    | Wladimiro Panizza (ITA)        | Gis Gelati                     | + 5' 43"     |
| 3    | Giovanni Battaglin (ITA)       | Inoxpran                       | + 6' 30"     |
| 4    | Tommy Prim (SWE)               | Bianchi–Piaggio                | + 7' 53"     |
| 5    | Gianbattista Baronchelli (ITA) | Bianchi–Piaggio                | + 11' 49"    |
| 6    | Mario Beccia (ITA)             | Hoonved–Bottecchia             | + 12' 47"    |
| 7    | Giuseppe Saronni (ITA)         | Gis Gelati                     | + 12' 53"    |
| 8    | Josef Fuchs (SUI)              | Gis Gelati                     | + 20' 26"    |
| 9    | Roberto Visentini (ITA)        | Mobilifico San Giacomo–Benotto | + 20' 37"    |
| 10   | Leonardo Natale (ITA)          | Magniflex–Olmo                 | + 21' 30"    |

### Vijolična majica
| Poz. | Kolesar                   | Ekipa                          | Točke |
| ---- | ------------------------- | ------------------------------ | ----- |
| 1    | Giuseppe Saronni (ITA)    | Gis Gelati                     | 301   |
| 2    | Giovanni Mantovani (ITA)  | Hoonved–Bottecchia             | 215   |
| 3    | Tommy Prim (SWE)          | Bianchi–Piaggio                | 179   |
| 4    | Bernard Hinault (FRA)     | Renault–Gitane                 | 160   |
| 5    | Giuseppe Martinelli (ITA) | Mobilifico San Giacomo–Benotto | 151   |

### Zelena majica
| Poz. | Kolesar                    | Ekipa                          | Točke |
| ---- | -------------------------- | ------------------------------ | ----- |
| 1    | Claudio Bortolotto (ITA)   | Mobilifico San Giacomo–Benotto | 670   |
| 2    | Wladimiro Panizza (ITA)    | Gis Gelati                     | 400   |
| 3    | Bernard Hinault (FRA)      | Renault–Gitane                 | 350   |
| 4    | Giovanni Battaglin (ITA)   | Inoxpran                       | 280   |
| 5    | Jean-René Bernaudeau (FRA) | Renault–Gitane                 | 265   |
| 6    | Tommy Prim (SWE)           | Bianchi–Piaggio                | 255   |
| 7    | Faustino Rupérez (ESP)     | Zor–Vereco                     | 170   |
| 8    | Ángel Arroyo (ESP)         | Zor–Vereco                     | 155   |

### Bela majica
| Poz. | Kolesar                    | Ekipa                          | Čas          |
| ---- | -------------------------- | ------------------------------ | ------------ |
| 1    | Tommy Prim (SWE)           | Bianchi–Piaggio                | 112h 16' 13" |
| 2    | Roberto Visentini (ITA)    | Mobilifico San Giacomo–Benotto | + 12' 44"    |
| 3    | Leonardo Natale (ITA)      | Magniflex–Olmo                 | + 13' 37"    |
| 4    | Faustino Rupérez (ESP)     | Zor–Vereco                     | + 13' 40"    |
| 5    | Jean-René Bernaudeau (FRA) | Renault–Gitane                 | + 20' 25"    |

### Kombinacija
| Poz. | Kolesar                 | Ekipa           | Točke |
| ---- | ----------------------- | --------------- | ----- |
| 1    | Bernard Hinault (FRA)   | Renault–Gitane  | 8     |
| 2    | Wladimiro Panizza (ITA) | Gis Gelati      | 11    |
| 3    | Tommy Prim (SWE)        | Bianchi–Piaggio | 12    |

### Ekipna razvrstitev
| Poz. | Ekipa           | Čas          |
| ---- | --------------- | ------------ |
| 1    | Bianchi–Piaggio | 336h 28' 31" |
| 2    | Gis Gelati      | + 5' 21"     |
| 3    | Inoxpran        | + 46' 59"    |
| 4    | Renault–Gitane  | + 52' 18"    |
| 5    | Zor–Vereco      | + 1h 17' 40" |